# Bryonora
Bryonora is een geslacht van korstmossen dat behoort tot orde Lecanoraceae. De typesoort is Bryonora castanea.

## Soorten
Volgens Index Fungorum bevat het geslacht uit vier soorten (peildatum februari 2024):
| Soortnaam           | Auteur(s)    | Publicatiejaar |
| ------------------- | ------------ | -------------- |
| Bryonora castanea   | (Hepp) Poelt | 1983           |
| Bryonora curvescens | (Mudd) Poelt | 1983           |
| Bryonora granulata  | Fryday       | 2012           |
| Bryonora peltata    | Øvstedal     | 2001           |